# (11790) Goode
(11790) Goode est un astéroïde de la ceinture principale.

## Description
(11790) Goode est un astéroïde de la ceinture principale. Il fut découvert le 1er septembre 1978 à Naoutchnyï par Nikolaï Tchernykh. Il présente une orbite caractérisée par un demi-grand axe de 2,56 UA, une excentricité de 0,26 et une inclinaison de 4,2° par rapport à l'écliptique.

## Compléments